# Медицина у Кременчуці
Медицина в Кременчуці — комплекс засобів у місті Кременчук, що запобігають захворюванням та допомагають вилікуватись жителям та гостям міста.
Станом на 1 січня 2011 року мережа охорони здоров"я Кременчука складається із 14 лікарняних закладів, які фінансуються з місцевого бюджету, а також 12 закладів, що фінансуються з обласного бюджету. Ліжковий фонд міста — 1306 ліжок, разом з обласним — 1831 ліжок.
Наразі в місті діють загальнодержавні та місцеві програми, пов'язані з охороною здоров'я населення міста:
- програми розвитку первинної медико-санітарної допомоги на засадах загальної практики та сімейної медицини на 2008—2010 роки;
- програми «Репродуктивне здоров'я нації до 2015 року»;
- програми протидії захворюванню на туберкульоз на 2007—2011 роки;
- програми профілактики та лікування ВІЛ-інфекції та хворих на СНІД.

## Лікарні
Станом на 1 січня 2011 року мережа охорони здоров'я Кременчука складається із 14 лікарняних закладів, які фінансуються:
- з місцевого бюджету:
  - 1-а міська лікарня
  - 2-а міська лікарня
  - 3-я міська лікарня
  - 4-а міська лікарня
  - 5-а міська лікарня (усі лікарні — на 870 ліжок)
  - дитяча лікарня (на 240 ліжок)
  - пологовий будинок (на 196 ліжок)
  - міська автозаводська поліклініка
  - стоматологічні поліклініки:
    - № 1
    - № 2
    - № 3
    - дитяча стоматологічна поліклініка

  - станція швидкої медичної допомоги
  - центр здоров'я;
- також 8 закладів, що фінансуються з обласного бюджету:
  - госпіталь інвалідів Великої Вітчизняної війни
  - протитуберкульозний
  - онкологічний
  - психоневрологічний
  - наркологічний
  - шкірно-венерологічний диспансер
  - лікарсько-фізкультурний диспансери
  - станція переливання крові.

Ліжковий фонд міста — 1306 ліжок, разом з обласним — 1831 ліжок.
Окрім вищеназваних восьми до лікарняних закладів обласного підпорядкування відносяться:
- міська санітарно-епідеміологічна станція
- міська дезинфікційна станція
- будинок дитини
- психо-неврологічний санаторій.

Також у місті є багато приватних клінік. Найвідоміші з них: «Арніка», «Віком», «Нафтохімік».

## Аптеки
Аптечна мережа в місті досить розвинена. Аптеки Кременчука в основному працюють в стандартному режимі — з 8 до 20 годин. Проте є в місті багато і цілодобових аптек. Ціни на медикаменти в місті загалом нижчі, ніж в інших містах області.